# Unión Católica (Espanya)
La Unión Católica va ser un partit polític espanyol de caràcter confessional que va existir a entre 1881 i 1884. Va ser fundat per Alejandro Pidal y Mon, a més dels comtes d'Orza i Canga Argüelles. Provenien del corrent neocatòlic que s'havia unit al carlisme durant la Primera República i que l'havien abandonat després què el pretendent al tron Carles VII prengués les armes.
L'eix del partit era el catolicisme, al que se supeditava qualsevol acció política. Això es veia en els seus orgues interns, i així, el seu primer president va ser Juan Ignacio Moreno y Maisanove, arquebisbe de Toledo. El partit mai no va arribar a tenir una força rellevant i, per indicació del Papa Lleó XIII, s'incorporà al Partit Liberal Conservador el gener de 1884.